# Taftia
Taftia är ett släkte av steklar. Taftia ingår i familjen sköldlussteklar.
Kladogram enligt Catalogue of Life:
| Taftia | \| \| Taftia prodeniae \| \| \| \| \| \| Taftia saissetiae \| \| \| \| |
|        | \| \| Taftia prodeniae \| \| \| \| \| \| Taftia saissetiae \| \| \| \| |
|        | Taftia prodeniae                                                       |
|        |                                                                        |
|        | Taftia saissetiae                                                      |
|        |                                                                        |